# دوماشکوویتسه
دوماشکوویتسه (به لهستانی:  Domaszkowice) یک روستا در لهستان است که در گمینا نسا واقع شده‌است. دوماشکوویتسه ۶۳۳ نفر جمعیت دارد.